# ملکه جونگ‌هیون
ملکه یون جونگ‌هیون (کره‌ای: 정현왕후 윤씨؛ ۳۰ ژوئیه ۱۴۶۲ – ۲۹ سپتامبر ۱۵۳۰) با نام شخصی یون چانگ‌نیون از قبیله پاپ‌یونگ یون، سومین ملکه هم‌نشین یی هیول، پادشاه سونگ‌جونگ و مادر یی یوک، پادشاه جونگ‌جونگ بود. او ملکه چوسان از سال ۱۴۷۹ تا زمان مرگ همسرش در سال ۱۴۹۵ بود و پس از آن از او با عنوان ملکه‌مادر جاسون (کره‌ای: 자순왕대비) در دوران سلطنت پسرخوانده‌اش پادشاه یون‌سان از سال ۱۴۹۵ تا ۱۵۰۶ و در دوران سلطنت پسرش پادشاه جونگ‌جونگ از سال ۱۵۰۶ تا ۱۵۳۰ تجلیل شد.

## در فرهنگ عامه
- بازی شده توسط لی بو هی در مجموعه تلویزیونی سال ۲۰۰۰ اس‌بی‌اس، بانوان قصر
- بازی شده توسط اوم یو شین در مجموعه تلویزیونی سال ۲۰۰۳ ام‌بی‌سی، جواهری در قصر
- بازی شده توسط لی جین در مجموعه تلویزیونی سال ۲۰۱۷ اس‌بی‌اس، پادشاه و من
- بازی شده توسط دو جی وون در مجموعه تلویزیونی سال ۲۰۱۷ کی‌بی‌اس۲، ملکه هفت روزه